# Монастырь Осовица
Монастырь Осовица (серб. Манастир Осовица) в честь Благовещения Пресвятой Богородицы — монастырь Баня-Лукской епархии Сербской православной церкви. Расположен у подножия горы Мотаица в общине Србац Республики Сербской (Босния и Герцеговина), возле хорватской границы.

## История
Предположительно, монастырь был основан во времена правления Усорой Владислава II (1316—1325), сына сербского короля Стефана Драгутина. Согласно другой версии, ктитором монастыря мог быть и сам Драгутин. В монастыре Гомионица сохранилась печать Осовицкого монастыря, датированная 1330 годом. В XVI веке в Рачанском помяннике (после разрушения Рачанского монастыря перенесённом в монастырь Беочин) упомянуты иеромонах Исаия, монахи Евфимий и Аксентий Осовицкие. В первой половине XVII века Осовица упоминается в книгах монастыря Липле (после разрушения Липлянского монастыря перенесённых в монастырь Ораховица). Осовица была разрушена турками в конце XVII века, в результате Великой турецкой войны.
Восстановление монастыря на началось в 2003 году, по благословению владыки Баня-Лукского Ефрема. В 2008 году сюда был переведён монах Досифей, был освящён временный братский корпус и часовня. В 2010 году был освящён фундамент монастырского храма и братский корпус. В 2013 году освящена часовня Святого Прокопия, в монастырь были переведены иеромонах Феофил из Ступле и монахиня Елена из Моштаницы. 25 июля 2017 года состоялось торжественное освящение восстановленного монастырского комплекса. Чин освящения возглавил патриарх Сербский Ириней, на торжествах присутствовали президент Республики Сербской Милорад Додик и премьер-министр Желька Цвиянович.